# Eumenes dilectula
Eumenes dilectula är en stekelart som beskrevs av Walker 1871. Eumenes dilectula ingår i släktet krukmakargetingar, och familjen Eumenidae. Inga underarter finns listade i Catalogue of Life.